# Connie Norman
Coniel Norman, detto Connie (Detroit, 24 settembre 1953 – Los Angeles, 7 marzo 2022), è stato un cestista statunitense, professionista nella NBA.

## Carriera
Venne selezionato dai Philadelphia 76ers al terzo giro del Draft NBA 1974 (37ª scelta assoluta).